# 뤼크 게르트 하머
뤼크 게르트 하머(독일어: aryke Geerd Hamer, 1935년 5월 17일 ~ 2017년 7월 2일)는 전직 독일 의사이자 독일 신의학(GNM)의 창시자이다. 이전에는 독일 신의학 및 신의학이라고도 불렸는데, 이는 암을 치료할 수 있다고 주장하는 의사 의학 시스템이다. 스위스 암 연맹(Swiss Cancer League)은 하머의 접근 방식을 "위험하다. 특히 환자들에게 거짓된 안도감을 주어 다른 효과적인 치료를 받지 못하게 하기 때문이다"고 설명했다.